# Erode il Grande
Erode (Ascalona, 73 a.C. circa – Gerico, 4 a.C. circa), detto il Grande o anche Ascalonita (dalla città natìa), fu re della Giudea sotto il protettorato romano dal 37 a.C. alla morte.
Governò su gran parte della Giudea, dopo la morte del padre, Erode Antipatro, prima per incarico di Marco Antonio e poi di Ottaviano Augusto dalla parte del quale era prontamente passato dopo la sconfitta di Antonio ad Azio. Alla sua morte il regno fu diviso fra i tre figli rimasti: Archelao governò la Giudea, la Samaria e l'Idumea, Erode Antipa la Galilea e la Perea, Erode Filippo la Gaulanitide, la Traconitide, la Batanea, l'Auranitide e l'Iturea.
Nella cultura popolare è il mandante della strage degli innocenti, un episodio del Vangelo secondo Matteo. Testimonianze chiare di un carattere estremamente diffidente e sospettoso, capace di spietata crudeltà, sono comunque le esecuzioni di una delle mogli, di alcuni dei suoi figli e di centinaia di oppositori che ordinò, temendo che complottassero per spodestarlo e spesso anche per il modo in cui era al potere. Il suo lungo regno garantì comunque un'epoca di stabilità a una regione molto piacevole per i vicini (Parti, Armeni, Greci, Egizi, Assiri e Arabi).
Dotato di spiccato senso estetico e di grande ambizione, Erode è altresì noto per l'amplissima attività di costruttore. Fece edificare le città di Cesarea marittima, di Sebaste e le possenti fortezze di Masada, Macheronte e l'Herodion, oltre a ingrandire e abbellire la stessa città di Gerusalemme. In quest'ultimo aspetto rientra il rifacimento e l'ampliamento del Tempio di Gerusalemme, che venne perciò chiamato Tempio di Erode su stile ellenico.

## Biografia
Quasi tutte le notizie sulla sua vita sono desunte da Flavio Giuseppe che, a sua volta, le attinse da scritti perduti di Nicola di Damasco, ministro di Erode. Secondo le Antichità Giudaiche, Erode il Grande scrisse le proprie Memorie, ma è assai incerto se Flavio le abbia consultate direttamente.

### Gioventù
Erode il Grande non era di sangue reale né tantomeno di origine ebraica, sebbene fosse stato educato in quanto tale. Suo padre, Erode Antipatro, era un edomita, mentre sua madre, Cipro, una nabatea. Gli edomiti o idumei, biblici discendenti di Esaù (fratello di Giacobbe), erano stati in continuo e aspro scontro con gli israeliti, finché Giovanni Ircano I, nel 110 a.C., non li convertì con la forza alla religione ebraica. Benché incorporati ufficialmente nella nazione giudaica, gli edomiti erano considerati comunque inferiori agli israeliti, ed erano pertanto disprezzati e descritti come "razza turbolenta e disordinata, sempre proclive a sommosse e lieta di sconvolgimenti".
Il suo stesso nome, "Erode", non è di origine ebraica, bensì greca, e significa "discendente da eroi", e questo dimostra quanto fosse scarso lo spirito del giudaismo in suo padre, che mise un nome attinente alla religione ellenica a suo figlio circonciso.
Erode divenne governatore della Galilea a soli 25 anni d'età. Il giovane, benché ancora inesperto, dimostrò un'abilità politica che stupì persino i comandanti romani. In poco tempo si sbarazzò di Ezechia di Gamala, un suo avversario, uccidendolo assieme a tutti i suoi seguaci, cosa che destò lo sgomento degli israeliti che vedevano in quella condanna sommaria l'infrazione delle leggi mosaiche. Il sommo sacerdote decise dunque di processarlo nel 47 a.C., anche perché il suo potere stava ormai divenendo notevole. Quando però il proconsole della Siria ordinò ai membri del Sinedrio di assolverlo, questi furono costretti a obbedire. Erode decise di vendicarsi ma venne trattenuto dal padre e dal fratello.
Erano quelli i tempi in cui Cecilio Basso, nemico di Gaio Giulio Cesare, si era proclamato governatore della Siria. Certo che, combattendo il nuovo arrivato, avrebbe ottenuto il ringraziamento da parte di Cesare, Erode Antipatro inviò i suoi figli, Erode e il fratello Fasaele, in Siria per sconfiggerlo. Questa guerra durò circa tre anni, durante i quali gli eventi politici a Roma cambiarono totalmente: Giulio Cesare morì assassinato e Cassio, capo dei cesaricidi, fuggito proprio nei territori siriani, conobbe Erode divenendone amico. Lo nominò governatore della Celesiria e gli affidò un'intera flotta più un reparto di cavalleria e fanteria. Il nobile romano gli permise inoltre di punire un tal Malico, assassino di suo padre Antipatro, avvelenato durante un convito presso Ircano II; Malico fu pugnalato da alcuni sicari inviati da Cassio stesso. Gli eventi portarono però quest'ultimo a essere sconfitto nella battaglia di Filippi da Ottaviano e Marco Antonio, ed Erode da accorto politico qual era, gli voltò le spalle, preferendogli i vincitori.
In quel periodo Erode era fidanzato con Mariamne, diretta discendente del casato degli Asmonei, ramo dell'eroica famiglia dei Maccabei, un tempo sovrani della Giudea, ma ormai in rovina: sposandosi con una donna di stirpe reale, Erode si assicurava il trono. Marco Antonio, giunto in quei territori, conobbe di persona il giovane Erode e, affascinato dalla sua abilità politica, decise di nominarlo governatore della Giudea nel 41 a.C.

### Scontro con i Parti

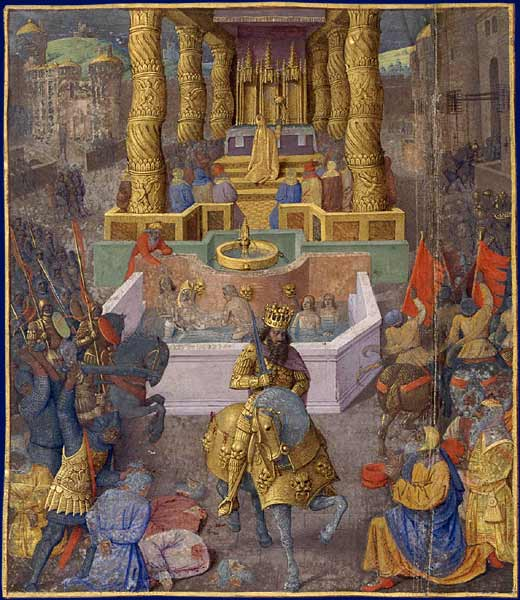
Erode conquista Gerusalemme; nella piscina è raffigurato l'assassinio di Aristobulo. Miniatura di Jean Fouquet (1470-1475 circa) delle Antichità giudaiche di Flavio Giuseppe.

Non era ancora da molto salito al ruolo di tetrarca che Erode dovette già affrontare un primo grande pericolo. I Parti, guidati dal loro principe Pacoro, mossero guerra contro la Giudea, decisi a nominare re di quei luoghi Antigono, figlio di Aristobulo II, uno degli ultimi discendenti degli Asmonei. Il principe mandò dunque un messaggio al re e zio Ircano II, fratello di Aristobulo II, chiedendogli di incontrarsi in territorio galileo. Erode, diffidente, consigliò al re di non recarvisi ma il sovrano non lo ascoltò e accompagnato da Fasaele, fratello di Erode, partì verso la Galilea. Lì però Antigono e i suoi alleati si dimostrarono tutt'altro che diplomatici: tagliarono le orecchie a Ircano e uccisero Fasaele. Erode fu costretto a fuggire con la moglie e le sue truppe, rifugiandosi a Masada. In cerca di alleati chiese aiuto al re dei Nabatei, che però preferí scacciarlo. Si recò dunque in Egitto, a Rodi, a Brindisi e infine a Roma dove venne a contatto con Marco Antonio e Augusto. Questi convinsero il Senato a nominare Erode re di Giudea. Era la fine del 40 a.C. In solenne processione salì al Campidoglio con i due triumviri, suoi protettori, offrendo a Giove Capitolino i sacrifici rituali di ringraziamento.
Tornato in Galilea, liberò i familiari sotto assedio a Masada e cominciò un vero e proprio scontro con Antigono e i suoi alleati Parti. Marco Antonio, grato a Erode per il suo aiuto nella guerra, ordinò al legato Sosio di inviare le sue truppe in Giudea per sconfiggere gli usurpatori. La Galilea venne ben presto liberata. A Gerico egli perse il fratello Giuseppe, che aveva fieramente difeso in precedenza la rocca di Masada. Nella primavera del 37 a.C. Gerusalemme fu costretta alla resa, Antigono, catturato dai romani, venne decapitato. Erode divenne quindi il nuovo re della Giudea.

### Regno

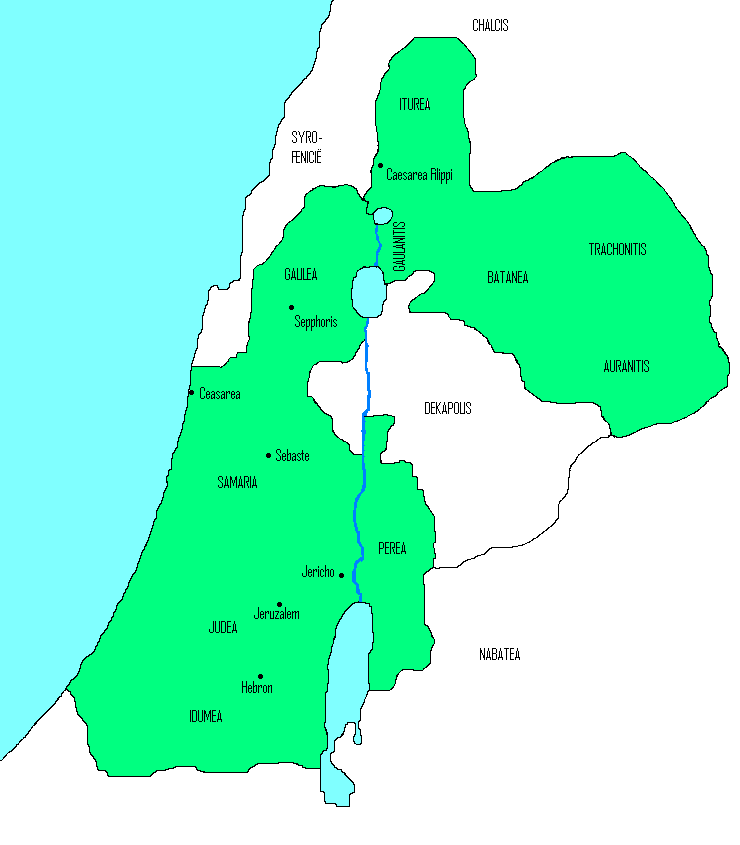
Estensione del regno di Erode: comprendeva Giudea, Samaria, Idumea, Galilea, Perea, Gaulanitide, Traconitide, Batanea, Auranitide e Iturea.

#### Delitti in famiglia
Erode, divenuto re di Giudea, conobbe sin da principio diverse difficoltà. I primi a opporsi alla sua condotta furono i farisei, che mal tolleravano l'idea di essere governati sotto l'egida di un monarca di stirpe edomitica, per di più alleato dei romani, ma ogni loro rivolta venne subito soffocata nel sangue. Stessa sorte toccò agli aristocratici, ancora fedeli ad Antìgono: ben quarantacinque di loro vennero condannati a morte; i loro beni confiscati confluirono poi nelle casse di Erode. Anche i membri della famiglia di sua moglie, gli ultimi Asmonei, erano per lui un grosso problema. Essendo ormai Ircano mutilo, non poteva perseguire la carica di sommo sacerdote. Erode decise dunque di nominare sommo pontefice tale Ananiele, discendente dal casato di Aronne. Questo gesto fece adirare Alessandra, madre di Mariamne, che ordinò al genero di eleggere suo figlio Aristobulo, benché sedicenne, poiché discendente degli Asmonei e quindi unico degno di salire al grado di sommo sacerdote. Scrisse così una lettera alla regina Cleopatra affinché convincesse Marco Antonio a ordinare la nomina di Aristobulo. Erode rimosse dunque Ananiele e fece quanto era secondo il volere della suocera.
Il re di Giudea, però, non dimenticò mai questa limitante intromissione nel suo operato da parte della suocera e decise dunque di spiarla, per trovare così un minimo pretesto per eliminarla. Un giorno venne invitato a una festa a Gerico. Lì, Erode si dimostrò piuttosto amichevole nei confronti di Aristobulo e lo convinse a nuotare con lui in piscina. Poco dopo ordinò ai suoi uomini di fare la stessa cosa e di annegare il giovane sommo sacerdote senza che nessuno se ne accorgesse, facendo credere che la sua morte fosse stata causata da un banale incidente. Il piano andò come previsto. In onore del cognato defunto, Erode fece celebrare solenni esequie, rendendosi così innocente agli occhi degli astanti. Solo Alessandra non era certa delle sue buone intenzioni.
Questa dunque scrisse una lettera a Cleopatra, per chiedere così a Marco Antonio di processare Erode per questo omicidio. Prima di partire il re affidò la moglie al cognato Giuseppe e gli ordinò che, se l'unico responso di Antonio fosse stata la condanna a morte, avrebbe dovuto uccidere Mariamne. In presenza del triumviro, Erode dimostrò di sapersi difendere in maniera eccellente, rendendo il comandante romano sicuro della propria innocenza. Tornato incolume Erode venne richiamato dalla sorella Salomè che accusava Mariamne di rapporto incestuoso col cognato Giuseppe. Il re, dopo aver parlato con la moglie, credette alla sua innocenza ma, per togliersi ogni dubbio, fece uccidere il cognato. Deciso a vendicarsi anche di Alessandra, ordinò che venisse rinchiusa in prigione.

#### La politica di Cleopatra
Marco Antonio, sin da principio patrocinatore della causa di Erode, era però condizionato nelle sue azioni da Cleopatra, sua amante. Questa, decisa ad ampliare di gran lunga il proprio regno, aveva chiesto al triumviro i territori della Fenicia, dell'Arabia e della zona di Gerico. Gerico era il territorio più fertile nel regno di Erode e questo Cleopatra lo sapeva bene, dato che diverse volte aveva visitato la Giudea, ricevendo grandi benvenuti dal re, che nascondeva con un velo di ipocrisia il suo odio per lei.
Flavio Giuseppe racconta, infatti, che quando Masada venne espugnata dai Romani un secolo più tardi (nel 73), fu trovata una grande quantità di armi d'ogni tipo, quivi depositate dal re, sufficienti a diecimila armati, oltre a ferro non lavorato, bronzo e piombo. Sembra che Erode avesse nascosto a Masada tali provviste per rifugiarsi nell'eventualità di due pericoli: il primo, qualora il popolo dei Giudei fosse insorto per abbatterlo e restaurare la dinastia precedente; il secondo e più serio, nel caso in cui la regina d'Egitto, Cleopatra, avesse ottenuto da Marco Antonio la sua testa e il trono del regno di Giudea, cosa che per la verità non avvenne, tra lo stupore dello stesso Flavio, schiavo com'era Antonio del suo amore verso la regina egiziana. Per questi timori Erode aveva fortificato Masada, che poi sarebbe diventata l'ultima fatica per i Romani nella loro guerra contro i giudei.
Quando scoppiò dunque il conflitto fra Marco Antonio e Ottaviano, Erode decise di servire la causa del primo, da sempre suo alleato. Cleopatra convinse allora l'amante a mandare Erode a combattere contro Malco I, re dei Nabatei, che un tempo aveva rifiutato di soccorrerlo. La regina sperava di indebolire il sovrano giudeo per poter così accaparrarsi i suoi territori. Fu proprio per suo aiuto che i Nabatei vinsero la guerra, sconfitta accentuata per Erode da un contemporaneo terribile terremoto che decimò la popolazione del suo regno. Sicuro di aver perso, l'idumeo decise di tentare con dei negoziati di pace. Malco fece uccidere gli ambasciatori, attirandosi così l'ira di Erode che, grazie alle sue abilità strategiche, riuscì a sconfiggere il nemico.

#### Al servizio di Ottaviano

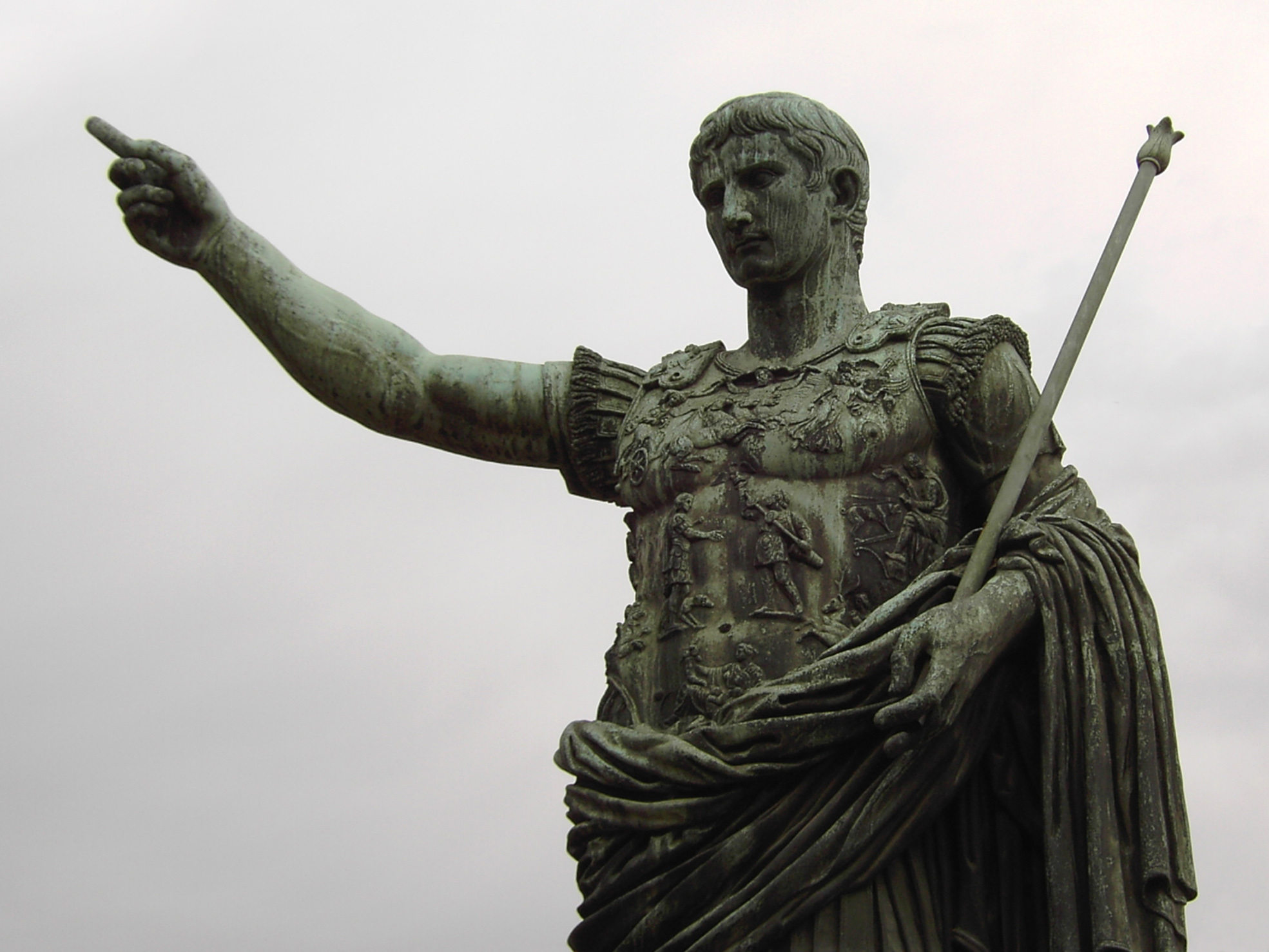
Statua raffigurante Ottaviano Augusto.

Nel 31 a.C. Marco Antonio venne sconfitto da Ottaviano nella celebre battaglia di Azio. Essendo alleato dello sconfitto, Erode era ormai certo di perdere tutto il proprio potere. Decise dunque di aiutare il governatore di Siria, sopprimendo una rivolta causata da alcuni sostenitori del defunto Antonio. Nel 30 a.C. Erode si recò a Rodi per chiedere udienza a Ottaviano. Usando il suo scaltro ingegno riuscì a dimostrare come avrebbe appoggiato il nuovo arrivato, essendo stato alleato di Marco Antonio solo perché questi l'aveva fatto salire sul trono. Ottaviano decise di fidarsi del re e lo lasciò al suo posto. Anzi, avendo molto apprezzato il suo soggiorno in Giudea, il Princeps affidò a Erode i territori che un tempo aveva occupato Cleopatra, quali ad esempio la Samaria, Gadara e Gaza.
Mentre il marito si trovava a Rodi, Mariamne aveva saputo da un fedelissimo di Erode come questi aveva ordinato di ucciderla se non fosse riuscito a tornare vivo. Amareggiata si lamentò davanti a lui. Salomè, sorella del sovrano, e sua madre Cipro incominciarono così a calunniare Mariamne, decisi a farla uccidere una volta per tutte, avendola sempre avuta in odio. Erode non intendeva ascoltare le loro parole ma, dubitando di un possibile avvelenamento, fece giustiziare il coppiere di corte. Questi gli rivelò che Mariamne sapeva bene che lui l'avrebbe fatta uccidere se non fosse tornato da Rodi. Erode, frastornato dagli avvenimenti, divenne facile burattino nelle mani della sorella che lo costrinse a uccidere la moglie. Quell'evento avrebbe cambiato la sua vita perché, come lo stesso Flavio Giuseppe testimonierà in seguito, Erode non avrebbe voluto ucciderla. Secondo lo storico infatti il re venne talmente colpito da questo avvenimento da chiamarla di notte ad alta voce come se fosse ancora viva. Alessandra decise di sfruttare questo momento di depressione per distruggerlo, ma Erode, venuto a sapere del suo tradimento, la fece giustiziare.

#### Momentanea serenità
Il periodo di regno che va dal 24 a.C. al 14 a.C. fu un periodo di momentanea tranquillità nel regno di Erode. In questi anni egli fece costruire un gigantesco palazzo reale e molte fortezze distrutte durante la guerra. Fece riedificare la città di Straton, denominandola Cesarea, in onore di Cesare Augusto. Ma è nel 20 a.C. che egli cominciò l'edificazione del monumento che più l'avrebbe reso famoso fra i suoi sudditi: il magnifico tempio di Gerusalemme. In questo periodo il sovrano si fece circondare da uomini di cultura, retori greci, fra cui ad esempio Nicola di Damasco, che gli diede lezioni di storia e filosofia.
In quegli anni sposò un'altra Mariamne, figlia di un sacerdote, e spedì a Roma due dei suoi figli, Aristobulo e Alessandro. I due giovani principi vennero accolti persino dallo stesso Augusto, che si affezionò a loro. L'imperatore, grato a Erode, perché questi era in grado di tenere a bada uno dei cosiddetti "focolai dell'impero", decise di donargli altri territori, così da allargare i suoi possedimenti. In onore a Cesare Augusto, Erode fece costruire alcuni templi pagani in Samaria e a Cesarea. Nel 17 a.C. si recò a Roma per far visita all'imperatore e tornò in Giudea insieme con Aristobulo e Alessandro che avevano intanto concluso la loro istruzione.
Questo momento aureo del periodo erodiano sarebbe presto seguito da nuovi delitti e nuove rivolte. Nel 15 a.C., per reprimere le ruberie che si commettevano in città e in campagna, emanò una nuova legge, la quale sanciva che tutti coloro che avessero forato le mura per entrare nelle case sarebbero stati puniti e trattati come schiavi e venduti fuori dal regno. Questa legge venne considerata ingiusta e creò forti proteste e trasse verso Erode l'odio del popolo, in quanto sopprimeva la legge in vigore, basata sul Levitico, 25, 39-46: "I figlioli d'Israele non possono essere venduti come schiavi".

#### Ultimi anni di sangue
Erode sposò, dopo la seconda Mariamne, altre cinque donne, di non molta importanza politica. Da queste il re giudeo ebbe molti figli ma due erano i suoi prediletti: Aristobulo e Alessandro, figli dell'amata Mariamne I. Salomè, sorella di Erode, ancora carica di odio nei confronti della cognata, non voleva che i due figli salissero al trono e calunniò anche loro in presenza del fratello, accusandoli di volerlo uccidere in una congiura. Antipatro, primogenito del re, anche lui partito per Roma (in un secondo momento però), cominciò a calunniare anche lui i fratelli. Il suo vero scopo era quello di impossessarsi lui stesso del trono. Erode, nel 12 a.C. intraprese un viaggio a Roma, portando i figli Alessandro e Aristobulo perché fossero giudicati da Augusto; non avendolo trovato a Roma, per la fretta, proseguì per il quartier generale di Aquileia, dove l'imperatore stava organizzando le spedizioni contro i germani e i pannoni. Questi dopo aver giudicato i due principi, comprese quanto loro fossero innocenti e tolse i dubbi dall'animo del loro sempre guardingo padre. Questi, reso continuamente diffidente dalle calunnie di Salomè e Antipatro, decise di torturare alcuni amici di Alessandro per farli confessare. Uno di questi, soffrendo per la pena, preferì mentire piuttosto che continuare a subire quel supplizio. Alessandro venne così rinchiuso in prigione. Il re di Cappadocia, suocero del giovane principe, decise di recarsi da Erode per discutere sull'accaduto. Alla fine la famiglia poté riconciliarsi e Alessandro venne così liberato.

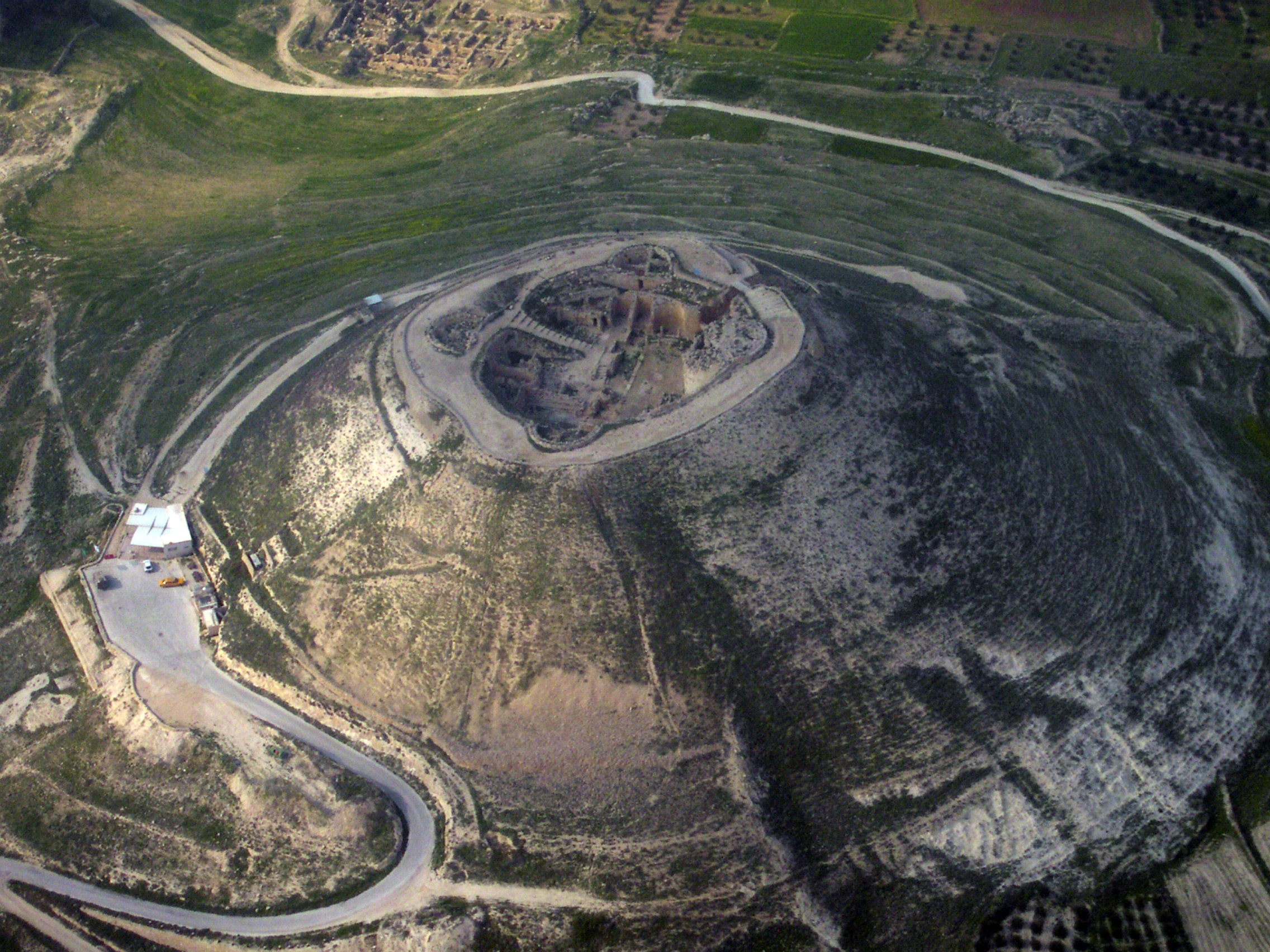
L'Herodium.

Intanto, il re degli Arabi, Sileo, sfruttando questo momento di debolezza, decise di istigare Erode ad attaccarlo. Questi con l'aiuto del governatore di Siria, Saturnino, rispose al suo affronto cadendo però nella sua trappola. Sileo voleva infatti screditare Erode agli occhi di Ottaviano, facendogli credere che questi volesse ampliare il proprio territorio. L'imperatore si offese enormemente e solo un'ambasceria, con a capo Nicola di Damasco, riuscì ad alleviare la sua collera.
Tornarono però alle orecchie di Erode le accuse contro i suoi figli. Questi decise dunque di provvedere e mandò messaggeri presso Augusto, affinché desse responso. L'imperatore diede la possibilità all'alleato giudeo di processare i figli purché vi fossero presenti alcuni rappresentanti di Roma. Saturnino, governatore di Siria e gli altri romani presenti, decretarono la colpevolezza dei due principi, che furono dunque condannati a morte per strangolamento. Era il 7 a.C.
Antipatro, rimasto indiscusso successore (benché Erode avesse ancora altri figli), si recò a Roma quale principe ereditario di Giudea. Erode designò comunque Erode Filippo, figlio di Mariamne II, come successore nel caso accadesse qualche sciagura ad Antipatro. Quest'ultimo aveva organizzato un piano con lo zio Peroras, allo scopo di uccidere il re. Peroras avrebbe dovuto far morire Erode mentre Antipatro era a Roma e dunque senza colpa ufficiale. Le cose però non andarono come questi aveva progettato. Peroras, per un futile errore, aveva bevuto la coppa avvelenata ed Erode aveva scoperto il piano del figlio. Al suo ritorno Antipatro venne prima imprigionato e poi ucciso.

#### La morte

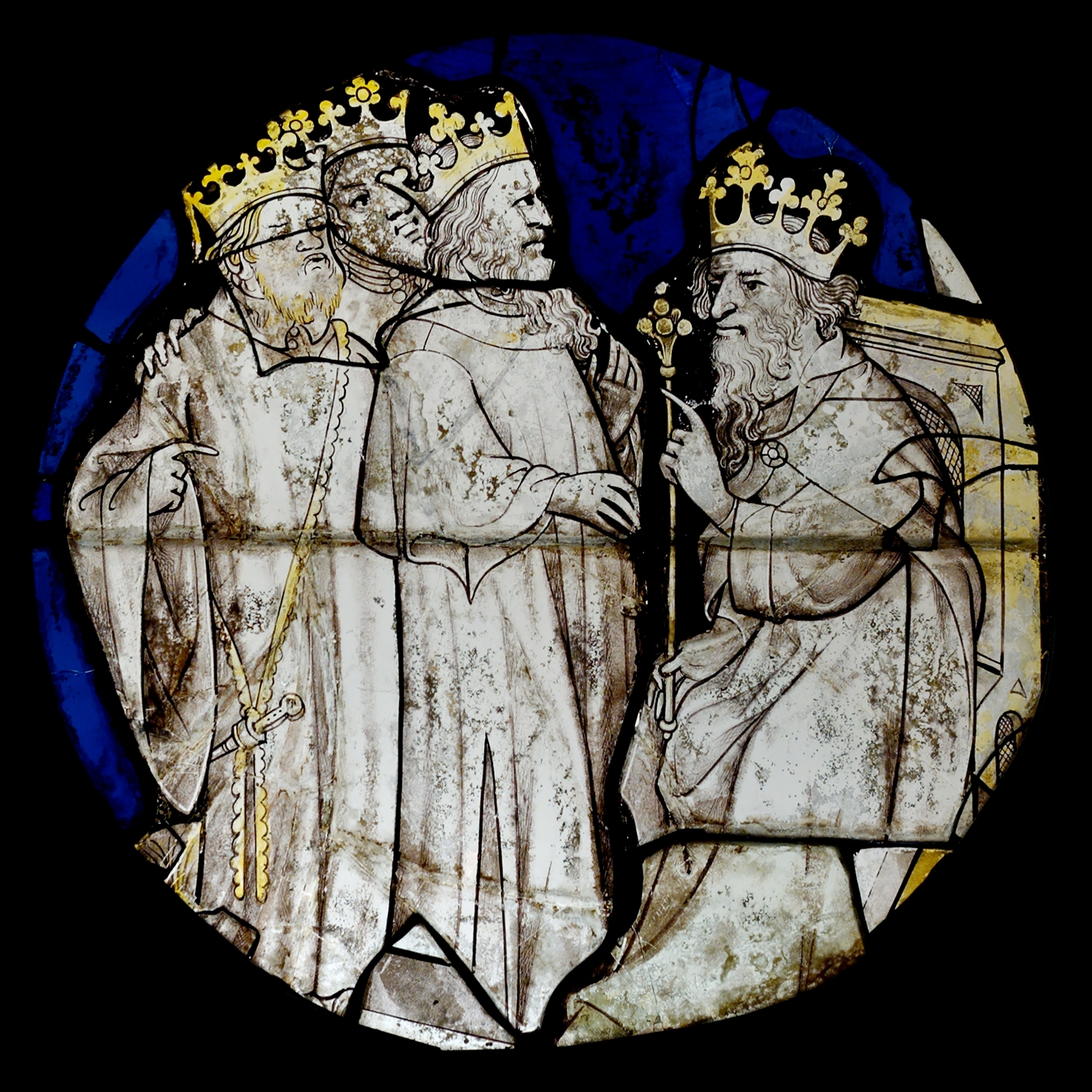
I magi in presenza di Erode.

Colpito da una gravissima malattia (si suppone fosse la gangrena di Fournier), Erode decise di fare suoi successori i tre figli più anziani, Archelao, sarebbe divenuto re, Antipa tetrarca di Galilea, Filippo tetrarca di Batanea, Perea e altri territori. Agli estremi volle concludere la propria vita con un atto che ne fu degno riassunto. Egli prevedeva che la sua morte avrebbe provocato grande gioia fra i suoi sudditi, mentre lui desiderava invece essere accompagnato alla tomba fra abbondanti lacrime. Chiamò così da tutte le parti del regno, a Gerico, molti insigni Giudei, e non appena essi giunsero a destinazione vennero rinchiusi nell'ippodromo. Erode raccomandò dunque che subito dopo la sua morte se ne facesse strage: così le desiderate lacrime sarebbero state assicurate, almeno da parte dei familiari degli uccisi.
Dopo alcuni mesi di atroci sofferenze, Erode il Grande morì a Gerico a settant'anni di età circa, dopo trentasette anni di regno. Secondo la maggior parte degli studiosi, che accetta la tesi di Emil Schürer, era l'anno 750 di Roma, il 4 a.C. Alcuni studiosi sostengono tuttavia la data tradizionale dell'1 a.C. per la morte di Erode. Filmer e Steinmann, ad esempio, propongono che Erode morì nel 1 a.C., e che i suoi eredi retrodatarono i loro regni al 4 o 3 a.C. per affermare una sovrapposizione con il regno di Erode, e rafforzare la propria legittimità. Secondo alcuni astronomi invece, le informazioni fornite dallo storico Flavio Giuseppe (secondo cui Erode morì dopo un'eclissi di luna e prima della Pasqua del suo 35º anno di regno), ci indicano che Erode morì nel 3 a.C., molto probabilmente il 24 gennaio del calendario giuliano.
La sua salma, con solennissima pompa, venne trasportata a Gerico all'Herodium, dove Erode aveva ordinato che venisse costruita la sua tomba. Lo storico Flavio Giuseppe riferisce che “Erode fu posto su una lettiga d’oro tempestata di perle preziose e molteplici gemme di diversi colori e una coperta di porpora; anche il morto era vestito con un abito di porpora, portava un diadema sul quale era sistemata una corona d’oro, sul lato destro giaceva il suo scettro”. Nel racconto di Flavio Giuseppe, la morte di Erode fu preceduta da un'eclissi lunare. Un'eclissi ebbe luogo il 13 marzo 4 a.C., e potrebbe essere quella a cui fa riferimento Giuseppe. Ci sono state tuttavia altre eclissi in questo periodo, come quella del 5 a.C. e le due eclissi del 1 a.C., per cui anche queste due date sono state proposte come possibili candidate.

#### La successione
Alla morte di Erode bisognava dunque far rispettare l'ultimo dei suoi tre testamenti che designava Archelao come principe ereditario di Giudea e Samaria, Erode Antipa come tetrarca di Galilea e Perea ed Erode Filippo come tetrarca di Iturea, Batanea e altri territori adiacenti. Il testamento però non poteva essere eseguito senza l'approvazione di Augusto. Ad esso erano contrari in molti, primo fra tutti Erode Antipa, che nel precedente testamento doveva divenire re di Giudea, e inoltre anche alcuni esponenti del clero giudaico.
Per perorare la propria causa, si recarono a Roma prima Archelao e poi il suo avversario Antipa. I Giudei, avversi da sempre alla dinastia erodiana, non rimasero però con le mani in mano e decisero di inviare una delegazione di cinquanta membri per richiedere all'imperatore la cancellazione della stirpe regale e l'annessione della Giudea al consolato di Siria. Augusto non ascoltò questi ultimi ma cercò di risanare i conflitti della famiglia del defunto Erode. Diede dunque ad Archelao il governo dei territori stabiliti dal padre, nominandolo però solo etnarca e non re. Ad Antipa e Filippo, rimasti tetrarchi, rimasero i domini assegnati, ma il piacere di aver cancellato le speranze del fratello. La mossa politica di Augusto fu molto sagace, sicuro com'era di imperare sul regno affidandosi ai nuovi sovrani, come un tempo aveva fatto col vecchio Erode, o eliminandoli se avessero fallito.
Archelao non resse a lungo alla prova. Tirannico e spietato come il padre, non possedeva però la sua fine astuzia. Nel 6 una nuova delegazione, formata stavolta da Giudei e Samaritani, si recò dall'imperatore per chiedere la destituzione di Archelao. Augusto lo processò e, non convinto dai suoi propositi, lo mandò in esilio nelle Gallie e diede il dominio dei suoi territori al consolato di Siria.
Erode Filippo dimostrò di essere un sovrano accorto e di indole tranquilla. Ricostruì alcune città antiche, come ad esempio Panion, che egli riedificò e dedicò all'imperatore, chiamandola Cesarea di Filippo, per distinguerla da quella costruita dal padre. Rimase sul trono fino alla morte, avvenuta nel 34.
Erode Antipa, che alla morte del padre aveva solo diciassette anni, si dimostrò furbo e accorto come lui, riuscendo a regnare per ben quarantaquattro anni. Anche lui però fece la fine di Archelao. Dopo aver abbandonato la prima moglie per sposarsi con la cognata Erodiade, moglie di Filippo, Antipa si attirò le ire del padre della prima, Areta IV re dei Nabatei, che decise di muovere guerra contro di lui. Il tetrarca ne rimase sconfitto ma riuscì a mantenere il trono. Durante il regno di Caligola venne però condannato, come il fratello, all'esilio nelle Gallie. I suoi domini furono posti nelle mani di Erode Agrippa I, che aveva causato la sua condanna.
Gli archeologi dell'Università ebraica di Gerusalemme hanno scoperto nei pressi dell'Herodium, il palazzo in collina che Erode il Grande si era fatto costruire a 12 chilometri dalla città, resti di un monumento marmoreo con dei sarcofaghi all'interno, il probabile luogo di sepoltura del re della Giudea, ridotto in frantumi, probabilmente dai suoi avversari.

### La famiglia
| Moglie                   | Figli                                                                             |
| ------------------------ | --------------------------------------------------------------------------------- |
| Doride                   | - Antipatro, morto nel 4 a.C.                                                     |
| Mariamne I               | - Alessandro, morto nel 7 a.C. - Aristobulo, morto nel 7 a.C. - Salampsio - Cipro |
| Mariamne II              | - Erode II, morto nel 6 d.C. - Erode Filippo                                      |
| Malthace                 | - Archelao, etnarca di Giudea - Erode Antipa, tetrarca di Galilea - Olimpia       |
| Cleopatra di Gerusalemme | - Erode Filippo II, tetrarca di Perea - Erode                                     |
| Pallade                  | - Fasaele                                                                         |
| Fedra                    | - Rossane                                                                         |
| Elpide                   | - Salomè                                                                          |

## Albero genealogico

### Antenati
|         |         |         |         |         |         |  |  | Erode Antipatro | Erode Antipatro | Erode Antipatro | Erode Antipatro | Erode Antipatro | Erode Antipatro |  |  | Cipro (Regno di Nabatea) | Cipro (Regno di Nabatea) | Cipro (Regno di Nabatea) | Cipro (Regno di Nabatea) | Cipro (Regno di Nabatea) | Cipro (Regno di Nabatea) |  |  |        |        |        |        |        |        |  |  |          |          |          |          |          |          |  |  |
|         |         |         |         |         |         |  |  | Erode Antipatro | Erode Antipatro | Erode Antipatro | Erode Antipatro | Erode Antipatro | Erode Antipatro |  |  | Cipro (Regno di Nabatea) | Cipro (Regno di Nabatea) | Cipro (Regno di Nabatea) | Cipro (Regno di Nabatea) | Cipro (Regno di Nabatea) | Cipro (Regno di Nabatea) |  |  |        |        |        |        |        |        |  |  |          |          |          |          |          |          |  |  |
|         |         |         |         |         |         |  |  |                 |                 |                 |                 |                 |                 |  |  |                          |                          |                          |                          |                          |                          |  |  |        |        |        |        |        |        |  |  |          |          |          |          |          |          |  |  |
|         |         |         |         |         |         |  |  |                 |                 |                 |                 |                 |                 |  |  |                          |                          |                          |                          |                          |                          |  |  |        |        |        |        |        |        |  |  |          |          |          |          |          |          |  |  |
|         |         |         |         |         |         |  |  |                 |                 |                 |                 |                 |                 |  |  |                          |                          |                          |                          |                          |                          |  |  |        |        |        |        |        |        |  |  |          |          |          |          |          |          |  |  |
| Fasaele | Fasaele | Fasaele | Fasaele | Fasaele | Fasaele |  |  | Erode il Grande | Erode il Grande | Erode il Grande | Erode il Grande | Erode il Grande | Erode il Grande |  |  | Giuseppe                 | Giuseppe                 | Giuseppe                 | Giuseppe                 | Giuseppe                 | Giuseppe                 |  |  | Ferora | Ferora | Ferora | Ferora | Ferora | Ferora |  |  | Salomè I | Salomè I | Salomè I | Salomè I | Salomè I | Salomè I |  |  |

### Discendenti
|  |  |  |  |  |  |  |  | Erode il Grande | Erode il Grande | Erode il Grande | Erode il Grande | Erode il Grande       | Erode il Grande |  |  | Doris | Doris | Doris | Doris | Doris | Doris |  |  |  |  |  |  |
|  |  |  |  |  |  |  |  | Erode il Grande | Erode il Grande | Erode il Grande | Erode il Grande | Erode il Grande       | Erode il Grande |  |  | Doris | Doris | Doris | Doris | Doris | Doris |  |  |  |  |  |  |
|  |  |  |  |  |  |  |  |                 |                 |                 |                 |                       |                 |  |  |       |       |       |       |       |       |  |  |  |  |  |  |
|  |  |  |  |  |  |  |  |                 |                 |                 |                 | Antipatro II † 4 a.C. |                 |  |  |       |       |       |       |       |       |  |  |  |  |  |  |

|                        |                        |                        |                        |                        |                        |  |  |                 |                 |                 |                 |                 |                 |  |  |                      |                      |                      |                      |                      |                      |                  |                  |                                    |                                    |                                    |                                    |                                    |                                    |                     |                     |                             |                             |                             |                             |                             |                             |                            |                            |                            |                            |                 |                 |                 |                 |          |          |                      |                      |                      |                      |                      |                      |
|                        |                        |                        |                        |                        |                        |  |  |                 |                 |                 |                 |                 |                 |  |  | Alessandro di Giudea | Alessandro di Giudea | Alessandro di Giudea | Alessandro di Giudea | Alessandro di Giudea | Alessandro di Giudea |                  |                  | Alessandra Maccabea                | Alessandra Maccabea                | Alessandra Maccabea                | Alessandra Maccabea                | Alessandra Maccabea                | Alessandra Maccabea                |                     |                     |                             |                             |                             |                             |                             |                             |                            |                            |                            |                            |                 |                 |                 |                 |          |          |                      |                      |                      |                      |                      |                      |
|                        |                        |                        |                        |                        |                        |  |  |                 |                 |                 |                 |                 |                 |  |  | Alessandro di Giudea | Alessandro di Giudea | Alessandro di Giudea | Alessandro di Giudea | Alessandro di Giudea | Alessandro di Giudea |                  |                  | Alessandra Maccabea                | Alessandra Maccabea                | Alessandra Maccabea                | Alessandra Maccabea                | Alessandra Maccabea                | Alessandra Maccabea                |                     |                     |                             |                             |                             |                             |                             |                             |                            |                            |                            |                            |                 |                 |                 |                 |          |          |                      |                      |                      |                      |                      |                      |
|                        |                        |                        |                        |                        |                        |  |  |                 |                 |                 |                 |                 |                 |  |  |                      |                      |                      |                      |                      |                      |                  |                  |                                    |                                    |                                    |                                    |                                    |                                    |                     |                     |                             |                             |                             |                             |                             |                             |                            |                            |                            |                            |                 |                 |                 |                 |          |          |                      |                      |                      |                      |                      |                      |
|                        |                        |                        |                        |                        |                        |  |  |                 |                 |                 |                 |                 |                 |  |  |                      |                      |                      |                      |                      |                      |                  |                  |                                    |                                    |                                    |                                    |                                    |                                    |                     |                     |                             |                             |                             |                             |                             |                             |                            |                            |                            |                            |                 |                 |                 |                 |          |          |                      |                      |                      |                      |                      |                      |
|                        |                        |                        |                        |                        |                        |  |  | Erode il Grande | Erode il Grande | Erode il Grande | Erode il Grande | Erode il Grande | Erode il Grande |  |  | Mariamne I † 29 a.C. | Mariamne I † 29 a.C. | Mariamne I † 29 a.C. | Mariamne I † 29 a.C. | Mariamne I † 29 a.C. | Mariamne I † 29 a.C. |                  |                  | Aristobulo III di Giudea † 35 a.C. | Aristobulo III di Giudea † 35 a.C. | Aristobulo III di Giudea † 35 a.C. | Aristobulo III di Giudea † 35 a.C. | Aristobulo III di Giudea † 35 a.C. | Aristobulo III di Giudea † 35 a.C. |                     |                     |                             |                             |                             |                             |                             |                             |                            |                            |                            |                            |                 |                 |                 |                 |          |          |                      |                      |                      |                      |                      |                      |
|                        |                        |                        |                        |                        |                        |  |  | Erode il Grande | Erode il Grande | Erode il Grande | Erode il Grande | Erode il Grande | Erode il Grande |  |  | Mariamne I † 29 a.C. | Mariamne I † 29 a.C. | Mariamne I † 29 a.C. | Mariamne I † 29 a.C. | Mariamne I † 29 a.C. | Mariamne I † 29 a.C. |                  |                  | Aristobulo III di Giudea † 35 a.C. | Aristobulo III di Giudea † 35 a.C. | Aristobulo III di Giudea † 35 a.C. | Aristobulo III di Giudea † 35 a.C. | Aristobulo III di Giudea † 35 a.C. | Aristobulo III di Giudea † 35 a.C. |                     |                     |                             |                             |                             |                             |                             |                             |                            |                            |                            |                            |                 |                 |                 |                 |          |          |                      |                      |                      |                      |                      |                      |
|                        |                        |                        |                        |                        |                        |  |  |                 |                 |                 |                 |                 |                 |  |  |                      |                      |                      |                      |                      |                      |                  |                  |                                    |                                    |                                    |                                    |                                    |                                    |                     |                     |                             |                             |                             |                             |                             |                             |                            |                            |                            |                            |                 |                 |                 |                 |          |          |                      |                      |                      |                      |                      |                      |
|                        |                        |                        |                        |                        |                        |  |  |                 |                 |                 |                 |                 |                 |  |  |                      |                      |                      |                      |                      |                      |                  |                  |                                    |                                    |                                    |                                    |                                    |                                    |                     |                     |                             |                             |                             |                             |                             |                             |                            |                            |                            |                            |                 |                 |                 |                 |          |          |                      |                      |                      |                      |                      |                      |
| Aristobulo IV † 7 a.C. | Aristobulo IV † 7 a.C. | Aristobulo IV † 7 a.C. | Aristobulo IV † 7 a.C. | Aristobulo IV † 7 a.C. | Aristobulo IV † 7 a.C. |  |  | Berenice        | Berenice        | Berenice        | Berenice        | Berenice        | Berenice        |  |  | Alessandro † 7 a.C.  | Alessandro † 7 a.C.  | Alessandro † 7 a.C.  | Alessandro † 7 a.C.  | Alessandro † 7 a.C.  | Alessandro † 7 a.C.  |                  |                  | Fasaele II                         | Fasaele II                         | Fasaele II                         | Fasaele II                         | Fasaele II                         | Fasaele II                         |                     |                     | Salampsio                   | Salampsio                   | Salampsio                   | Salampsio                   | Salampsio                   | Salampsio                   |                            |                            | Antipatro†                 | Antipatro†                 | Antipatro†      | Antipatro†      | Antipatro†      | Antipatro†      |          |          | Cipros II†           | Cipros II†           | Cipros II†           | Cipros II†           | Cipros II†           | Cipros II†           |
| Aristobulo IV † 7 a.C. | Aristobulo IV † 7 a.C. | Aristobulo IV † 7 a.C. | Aristobulo IV † 7 a.C. | Aristobulo IV † 7 a.C. | Aristobulo IV † 7 a.C. |  |  | Berenice        | Berenice        | Berenice        | Berenice        | Berenice        | Berenice        |  |  | Alessandro † 7 a.C.  | Alessandro † 7 a.C.  | Alessandro † 7 a.C.  | Alessandro † 7 a.C.  | Alessandro † 7 a.C.  | Alessandro † 7 a.C.  |                  |                  | Fasaele II                         | Fasaele II                         | Fasaele II                         | Fasaele II                         | Fasaele II                         | Fasaele II                         |                     |                     | Salampsio                   | Salampsio                   | Salampsio                   | Salampsio                   | Salampsio                   | Salampsio                   |                            |                            | Antipatro†                 | Antipatro†                 | Antipatro†      | Antipatro†      | Antipatro†      | Antipatro†      |          |          | Cipros II†           | Cipros II†           | Cipros II†           | Cipros II†           | Cipros II†           | Cipros II†           |
|                        |                        |                        |                        |                        |                        |  |  |                 |                 |                 |                 |                 |                 |  |  |                      |                      |                      |                      |                      |                      |                  |                  |                                    |                                    |                                    |                                    |                                    |                                    |                     |                     |                             |                             |                             |                             |                             |                             |                            |                            |                            |                            |                 |                 |                 |                 |          |          |                      |                      |                      |                      |                      |                      |
|                        |                        |                        |                        |                        |                        |  |  |                 |                 |                 |                 |                 |                 |  |  |                      |                      |                      |                      |                      |                      |                  |                  |                                    |                                    |                                    |                                    |                                    |                                    |                     |                     |                             |                             |                             |                             |                             |                             |                            |                            |                            |                            |                 |                 |                 |                 |          |          |                      |                      |                      |                      |                      |                      |
| Mariamne III           | Mariamne III           | Mariamne III           | Mariamne III           | Mariamne III           | Mariamne III           |  |  | Erode Archelao  | Erode Archelao  | Erode Archelao  | Erode Archelao  | Erode Archelao  | Erode Archelao  |  |  | Erode V              | Erode V              | Erode V              | Erode V              | Erode V              | Erode V              |                  |                  | Erodiade                           | Erodiade                           | Erodiade                           | Erodiade                           | Erodiade                           | Erodiade                           |                     |                     | 1. Erode II 2. Erode Antipa | 1. Erode II 2. Erode Antipa | 1. Erode II 2. Erode Antipa | 1. Erode II 2. Erode Antipa | 1. Erode II 2. Erode Antipa | 1. Erode II 2. Erode Antipa |                            |                            | Erode Agrippa I            | Erode Agrippa I            | Erode Agrippa I | Erode Agrippa I | Erode Agrippa I | Erode Agrippa I |          |          | Aristobulo il Minore | Aristobulo il Minore | Aristobulo il Minore | Aristobulo il Minore | Aristobulo il Minore | Aristobulo il Minore |
| Mariamne III           | Mariamne III           | Mariamne III           | Mariamne III           | Mariamne III           | Mariamne III           |  |  | Erode Archelao  | Erode Archelao  | Erode Archelao  | Erode Archelao  | Erode Archelao  | Erode Archelao  |  |  | Erode V              | Erode V              | Erode V              | Erode V              | Erode V              | Erode V              |                  |                  | Erodiade                           | Erodiade                           | Erodiade                           | Erodiade                           | Erodiade                           | Erodiade                           |                     |                     | 1. Erode II 2. Erode Antipa | 1. Erode II 2. Erode Antipa | 1. Erode II 2. Erode Antipa | 1. Erode II 2. Erode Antipa | 1. Erode II 2. Erode Antipa | 1. Erode II 2. Erode Antipa |                            |                            | Erode Agrippa I            | Erode Agrippa I            | Erode Agrippa I | Erode Agrippa I | Erode Agrippa I | Erode Agrippa I |          |          | Aristobulo il Minore | Aristobulo il Minore | Aristobulo il Minore | Aristobulo il Minore | Aristobulo il Minore | Aristobulo il Minore |
|                        |                        |                        |                        |                        |                        |  |  |                 |                 |                 |                 |                 |                 |  |  |                      |                      |                      |                      |                      |                      |                  |                  |                                    |                                    |                                    |                                    |                                    |                                    |                     |                     |                             |                             |                             |                             |                             |                             |                            |                            |                            |                            |                 |                 |                 |                 |          |          |                      |                      |                      |                      |                      |                      |
|                        |                        |                        |                        |                        |                        |  |  |                 |                 |                 |                 |                 |                 |  |  |                      |                      |                      |                      |                      |                      |                  |                  |                                    |                                    |                                    |                                    |                                    |                                    |                     |                     |                             |                             |                             |                             |                             |                             |                            |                            |                            |                            |                 |                 |                 |                 |          |          |                      |                      |                      |                      |                      |                      |
|                        |                        |                        |                        |                        |                        |  |  |                 |                 |                 |                 |                 |                 |  |  |                      |                      |                      |                      | Erode Agrippa II     | Erode Agrippa II     | Erode Agrippa II | Erode Agrippa II | Erode Agrippa II                   | Erode Agrippa II                   |                                    |                                    | Berenice di Cilicia                | Berenice di Cilicia                | Berenice di Cilicia | Berenice di Cilicia | Berenice di Cilicia         | Berenice di Cilicia         |                             |                             | Mariamne, di Erode Agrippa  | Mariamne, di Erode Agrippa  | Mariamne, di Erode Agrippa | Mariamne, di Erode Agrippa | Mariamne, di Erode Agrippa | Mariamne, di Erode Agrippa |                 |                 | Drusilla        | Drusilla        | Drusilla | Drusilla | Drusilla             | Drusilla             |                      |                      |                      |                      |

|  |  |  |  |  |  |  |  |                 |                 |                 |                 |                 |                 |  |  | Simone Boeto (Sommo Sacerdote di Israele) |             |             |             |             |             |  |  |  |  |  |  |  |  |  |  |  |  |
|  |  |  |  |  |  |  |  |                 |                 |                 |                 |                 |                 |  |  |                                           |             |             |             |             |             |  |  |  |  |  |  |  |  |  |  |  |  |
|  |  |  |  |  |  |  |  | Erode il Grande | Erode il Grande | Erode il Grande | Erode il Grande | Erode il Grande | Erode il Grande |  |  | Mariamne II                               | Mariamne II | Mariamne II | Mariamne II | Mariamne II | Mariamne II |  |  |  |  |  |  |  |  |  |  |  |  |
|  |  |  |  |  |  |  |  | Erode il Grande | Erode il Grande | Erode il Grande | Erode il Grande | Erode il Grande | Erode il Grande |  |  | Mariamne II                               | Mariamne II | Mariamne II | Mariamne II | Mariamne II | Mariamne II |  |  |  |  |  |  |  |  |  |  |  |  |
|  |  |  |  |  |  |  |  |                 |                 |                 |                 |                 |                 |  |  |                                           |             |             |             |             |             |  |  |  |  |  |  |  |  |  |  |  |  |
|  |  |  |  |  |  |  |  |                 |                 |                 |                 | Erode II        |                 |  |  |                                           |             |             |             |             |             |  |  |  |  |  |  |  |  |  |  |  |  |

|                                 |          |          |          |          |          |  |  | Erode il Grande | Erode il Grande | Erode il Grande | Erode il Grande | Erode il Grande | Erode il Grande |  |  | Maltace (Samaritana) | Maltace (Samaritana) | Maltace (Samaritana) | Maltace (Samaritana) | Maltace (Samaritana) | Maltace (Samaritana) |  |  |                |                |                |                |                |                |  |  |           |           |           |           |           |           |  |  |
|                                 |          |          |          |          |          |  |  | Erode il Grande | Erode il Grande | Erode il Grande | Erode il Grande | Erode il Grande | Erode il Grande |  |  | Maltace (Samaritana) | Maltace (Samaritana) | Maltace (Samaritana) | Maltace (Samaritana) | Maltace (Samaritana) | Maltace (Samaritana) |  |  |                |                |                |                |                |                |  |  |           |           |           |           |           |           |  |  |
| Areta IV Filopatre re di Arabia |          |          |          |          |          |  |  |                 |                 |                 |                 |                 |                 |  |  |                      |                      |                      |                      |                      |                      |  |  |                |                |                |                |                |                |  |  |           |           |           |           |           |           |  |  |
|                                 |          |          |          |          |          |  |  |                 |                 |                 |                 |                 |                 |  |  |                      |                      |                      |                      |                      |                      |  |  |                |                |                |                |                |                |  |  |           |           |           |           |           |           |  |  |
|                                 |          |          |          |          |          |  |  |                 |                 |                 |                 |                 |                 |  |  |                      |                      |                      |                      |                      |                      |  |  |                |                |                |                |                |                |  |  |           |           |           |           |           |           |  |  |
| Fasaelis                        | Fasaelis | Fasaelis | Fasaelis | Fasaelis | Fasaelis |  |  | Erode Antipa    | Erode Antipa    | Erode Antipa    | Erode Antipa    | Erode Antipa    | Erode Antipa    |  |  | Mariamne III         | Mariamne III         | Mariamne III         | Mariamne III         | Mariamne III         | Mariamne III         |  |  | Erode Archelao | Erode Archelao | Erode Archelao | Erode Archelao | Erode Archelao | Erode Archelao |  |  | Olimpiade | Olimpiade | Olimpiade | Olimpiade | Olimpiade | Olimpiade |  |  |
| Fasaelis                        | Fasaelis | Fasaelis | Fasaelis | Fasaelis | Fasaelis |  |  | Erode Antipa    | Erode Antipa    | Erode Antipa    | Erode Antipa    | Erode Antipa    | Erode Antipa    |  |  | Mariamne III         | Mariamne III         | Mariamne III         | Mariamne III         | Mariamne III         | Mariamne III         |  |  | Erode Archelao | Erode Archelao | Erode Archelao | Erode Archelao | Erode Archelao | Erode Archelao |  |  | Olimpiade | Olimpiade | Olimpiade | Olimpiade | Olimpiade | Olimpiade |  |  |

|  |  |  |  |  |  |  |  | Erode il Grande | Erode il Grande | Erode il Grande | Erode il Grande | Erode il Grande            | Erode il Grande |  |  | Cleopatra di Gerusalemme | Cleopatra di Gerusalemme | Cleopatra di Gerusalemme | Cleopatra di Gerusalemme | Cleopatra di Gerusalemme | Cleopatra di Gerusalemme |  |  |  |  |  |  |  |  |  |  |  |  |
|  |  |  |  |  |  |  |  | Erode il Grande | Erode il Grande | Erode il Grande | Erode il Grande | Erode il Grande            | Erode il Grande |  |  | Cleopatra di Gerusalemme | Cleopatra di Gerusalemme | Cleopatra di Gerusalemme | Cleopatra di Gerusalemme | Cleopatra di Gerusalemme | Cleopatra di Gerusalemme |  |  |  |  |  |  |  |  |  |  |  |  |
|  |  |  |  |  |  |  |  |                 |                 |                 |                 |                            |                 |  |  |                          |                          |                          |                          |                          |                          |  |  |  |  |  |  |  |  |  |  |  |  |
|  |  |  |  |  |  |  |  |                 |                 |                 |                 | Filippo tetrarca † 34 d.C. |                 |  |  |                          |                          |                          |                          |                          |                          |  |  |  |  |  |  |  |  |  |  |  |  |

## Grande costruttore
Erode, oltre a essere un monarca tirannico e sanguinario, era anche un grande costruttore, speranzoso di poter ellenizzare i suoi domini, caratterizzati principalmente dalle usanze ebraico-giudaiche. Con questa speranza egli costruì un ippodromo e un anfiteatro a Gerusalemme, che attirò nella capitale molti viaggiatori stranieri.

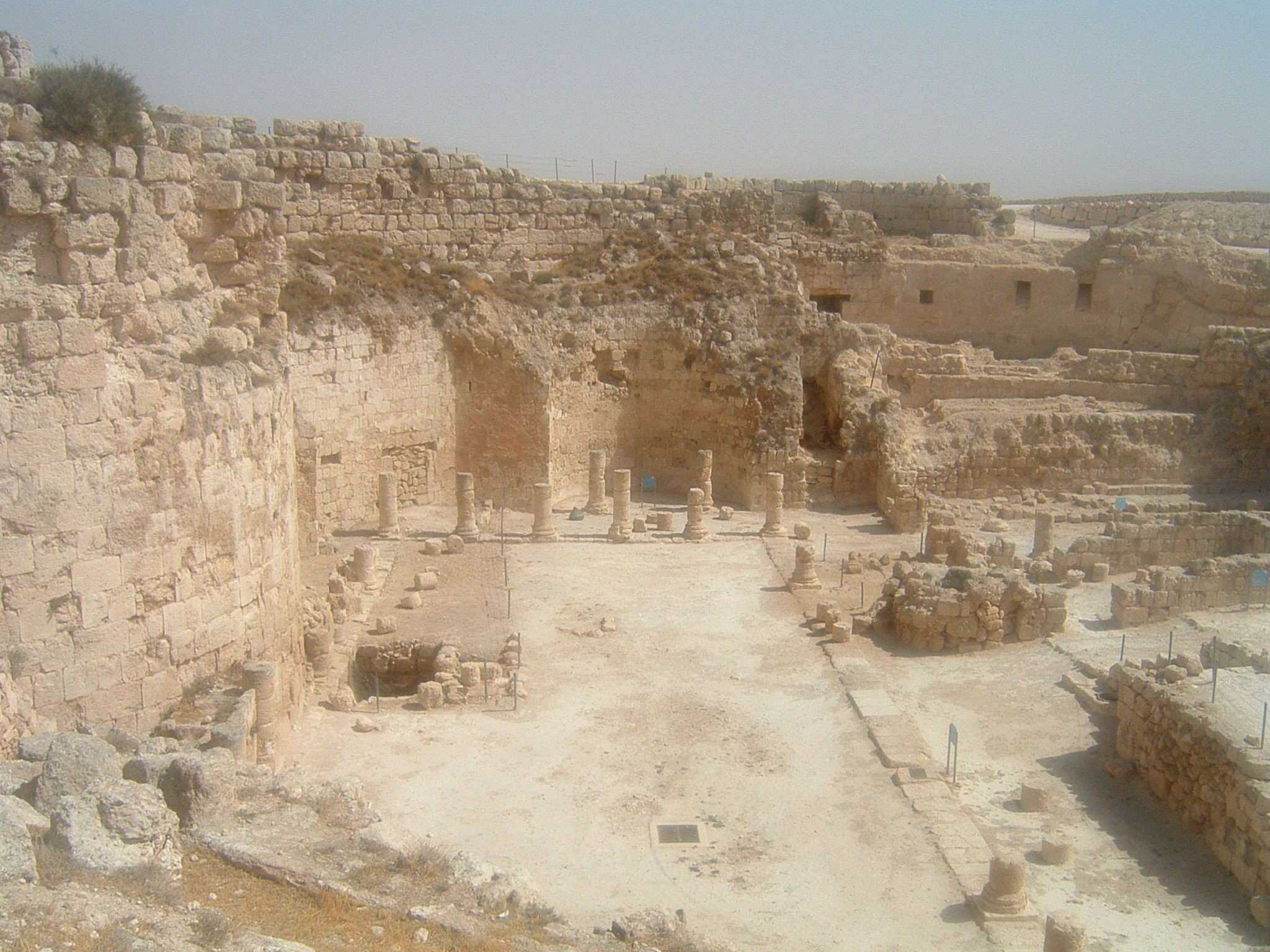
Resti del palazzo di Erode, nella fortezza dell'Herodion.

Fece ricostruire inoltre alcune città ormai in rovina, come Cesarea ad esempio, che divenne un grande centro portuale, modernizzò di nuovo antichi territori, come la Samaria, che egli denominò Sebaste. Costruì templi e arene non solo in Giudea ma anche in città straniere, quali ad esempio Atene. Fece molte offerte anche per la realizzazione delle Olimpiadi. Costruì molte fortezze per tutto il suo regno, dandogli il nome dei suoi familiari. Fra queste si può ricordare la Fortezza asmonea a Gerusalemme, ricostruita e denominata Fortezza Antonia, e la fortezza dell'Herodion in cui poi fu seppellito.
Costruì un magnifico palazzo reale nel quale alloggiava insieme con la sua corte, formata non solo da traditori e congiurati (come alcuni dei suoi figli) ma anche da grandi uomini di cultura, come il già nominato Nicola di Damasco, autore inoltre di una monumentale opera la Storia universale in 144 libri, oggi perduta, che Flavio Giuseppe utilizzò per le cronache del regno erodiano.

### Il tempio di Gerusalemme
L'opera che senza dubbio Erode volle costruire a ogni costo, non solo perché gli avrebbe attirato le acclamazioni dei suoi sudditi, ma anche per soddisfare la propria megalomania, fu il magnifico Tempio di Gerusalemme, nella sua terza ricostruzione. Questo nonostante la sua totale indifferenza alla religione ebraica.

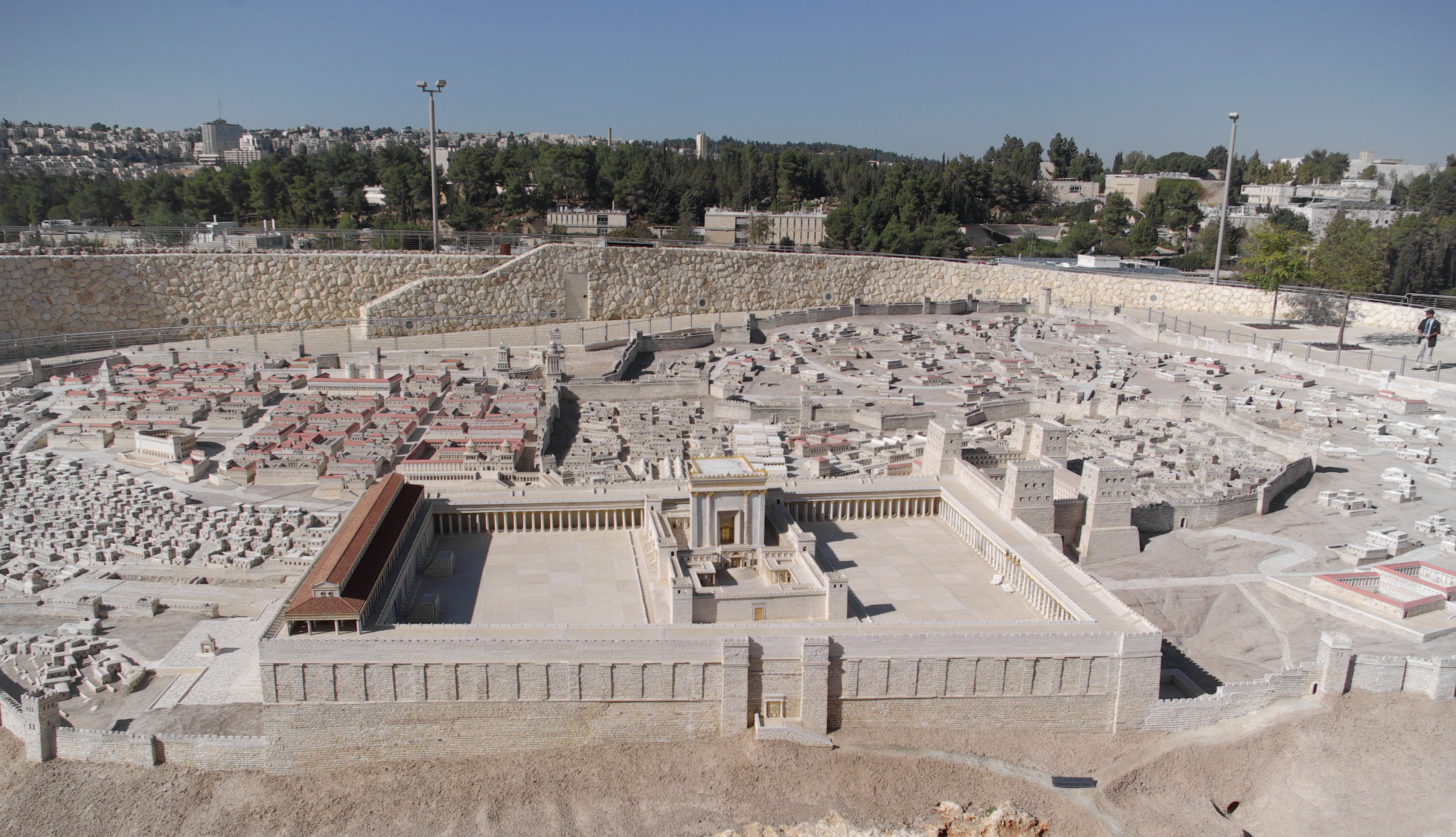
Ricostruzione del Tempio di Gerusalemme.

L'antico tempio, costruito in epoca babilonese, era senza alcun dubbio molto ampio ma di inferiore bellezza rispetto ai grandi santuari pagani. Erode cominciò i lavori nel suo 18º anno di regno, cioè fra il 20 o il 19 a.C. Già prima, per dimostrare al popolo le sue reali intenzioni, egli aveva accumulato materiali in quantità enormi, aveva impegnato ben diecimila operai che lavorassero nelle parti esterne, e aveva fatto imparare l'arte muraria a mille sacerdoti che lavorassero nelle parti interne del Tempio, inaccessibili ai laici. I lavori per le parti interne, costituenti il vero santuario, durarono un anno e mezzo; quelli per le parti esterne, costituenti gli atrii, durarono otto anni: durante i lavori il servizio liturgico non fu mai interrotto, perché man mano che si demoliva una parte dell'edificio interno si procedeva subito alla sua ricostruzione.
Dopo nove anni e mezzo dall'inizio dei lavori, Erode celebrò la dedicazione del Tempio ricostruito nell'anniversario della sua salita al trono; tuttavia i lavori di rifinitura si prolungarono ancora per molti anni e non terminarono del tutto se non nel 62-64 d.C. cioè pochi anni prima di essere distrutto dai Romani.
Nel Tempio di Erode il santuario interno era in tutto analogo a quello del Tempio di Salomone, ma con un'elevazione maggiore; al contrario, le costruzioni esterne, che circondavano l'edificio, furono ampliate grandemente. Poiché l'antico Tempio sorgeva sulla collina orientale della città, il piano superiore della collina fu dilatato quasi del doppio per mezzo di costruzioni compiute ai suoi fianchi: sullo spazio così ottenuto sorsero tre portici o atrii, che erano uno più elevato dell'altro, procedendo dalla periferia verso il santuario interno. Il primo era accessibile a chiunque, e perciò era chiamato "atrio dei gentili", potendo essere frequentato anche da pagani; ma, procedendo verso l'interno, a un certo punto quest'atrio era sbarrato da una balaustra di pietra che segnava il limite accessibile ai pagani: le iscrizioni greche e latine ricordavano a costoro la proibizione di passare oltre sotto pena di morte. Oltrepassata la balaustra e saliti più in là alcuni gradini, si entrava nell'"atrio interno", protetto da grossissimi muri e suddiviso in due parti: la parte più esterna era detto atrio delle donne, perché fin lì potevano penetrare le donne israelite, e la più interna era detta atrio degli Israeliti, accessibile ai soli uomini. Procedendo e salendo ancora, vi era l'atrio dei sacerdoti, dove stava l'altare degli olocausti, e infine, dopo altri gradini, il sancta sanctorum, riservato soltanto al sommo sacerdote.
All'angolo nord-ovest il Tempio era congiunto con la Fortezza Antonia, costruita dallo stesso Erode, dalla quale in seguito i Romani avrebbero sorvegliato il flusso dei pellegrini.

## Erode secondo i Vangeli

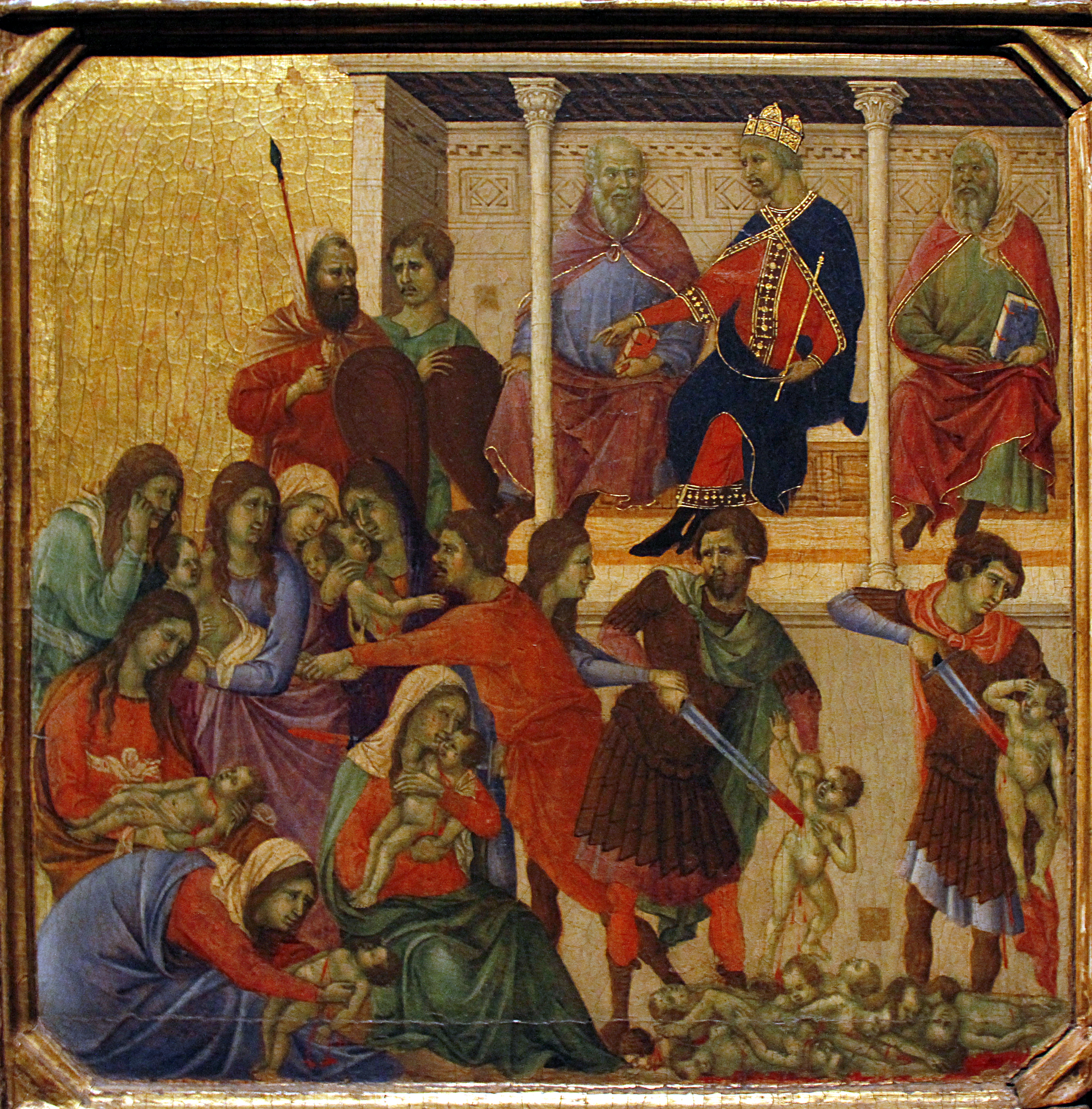
Duccio di Buoninsegna, La strage degli innocenti.

È il Vangelo secondo Matteo a rendere Erode il barbaro protagonista di una delle pagine più crude delle Sacre Scritture, la cosiddetta strage degli innocenti. Nessuno degli altri vangeli fa menzione di questo episodio, neanche il Vangelo secondo Luca, che pure narra la nascita di Gesù. Il Vangelo secondo Matteo comincia dicendo che Gesù era nato sotto il dominio di Erode il Grande. Alcuni Magi giunsero a Gerusalemme chiedendo dove si trovasse il re dei Giudei, appena nato. Erode si turbò alla notizia e chiese ai sommi sacerdoti e agli scribi del popolo il luogo dove sarebbe dovuto nascere il messia e, avuta risposta che le profezie indicavano Betlemme, disse ai magi, convocati in segreto, di recarsi nella cittadina giudea e di tornare a riferirgli, affinché potesse adorarlo anche lui. Avvertiti in sogno da un angelo i magi decisero di non tornare a Gerusalemme; Erode, sentendosi preso in giro, ordinò l'uccisione di tutti i neonati maschi dai due anni in giù del territorio di Betlemme. Avvertito anch'egli in sogno da un angelo, Giuseppe portò la sua famiglia in Egitto (fuga in Egitto).
Nel Vangelo secondo Luca, a un mese circa dalla nascita, Gesù è portato al tempio e poi la famiglia ritorna a Nazaret.
Nella narrazione della "strage degli innocenti" sembra di poter vedere un riflesso degli efferati delitti che Erode compì nei confronti dei suoi propri figli per difendere il potere acquisito o anche la "strage dell'ippodromo" che ordinò in occasione della sua morte imminente e che procurò tante lacrime tra i suoi sudditi.

## Archeologia
Nel maggio 2007, l'equipe del professor Netzer comunicò alla stampa il rinvenimento della tomba di famiglia di Erode, presso Herodion (in latino Herodium), vicina a Betlemme.
La scoperta giunse al culmine di una carriera accademica dedicata alla ricerca del luogo di sepoltura di Erode, e fu seguita nel 2010 dalla morte accidentale di Netzer in un luogo non distante dal sito archeologico. La scoperta fu considerata uno dei più importanti ritrovanti archeologici in Israele dalla seconda metà del XIX secolo, finché l'11 ottobre 2013 fu convocata una conferenza stampa dai docenti Joseph Patrich, allievo di Netzer, e Benjamin Arubas, entrambi dell'Università Ebraica di Gerusalemme.
Secondo i due studiosi, il plesso differisce dallo stile architettonico delle altre costruzioni ordinate da Erode, così come dalla dimensioni e maestosità dei luoghi di sepoltura di altri re sepolti in quelle zone e di cui Erode era senza dubbio a conoscenza, così come è incoerente con la processione funebre di migliaia di seguaci di cui riferisce lo storico filoromano Flavio Giuseppe. Gli archeologi Patrich e Arubas suggerirono che il plesso di Netzer abbia ospitato le tombe di familiari di Erode, mentre rimane incognito il luogo di sepoltura vero e proprio del re.